# 丸居沙矢香
丸居 沙矢香（まるい さやか、1984年2月23日 - ）は、神奈川県出身のグラビアアイドル、レースクイーンである。プラチナムプロダクションに所属していた。夫はプロサッカー選手の中島裕希。

## 人物・来歴
- デビュー当時はワタナベエンターテインメントに所属していたが、2005年、プラチナムプロダクションに移籍。
- 「SUPER GT 2006」のイメージガール『4☆TUNE』のメンバーでもある。
- 格闘技イベント「HERO'S」のラウンドガールも務めた。
- 芸能人女子フットサルチーム「chakuchaku J.b」に所属していたが、2007年9月をもって退団。
- 同じ事務所の木口亜矢とは中学校が同じで仲が良く（『天使らんまん』にて）、かつては同じ事務所だった鈴木礼央奈とも仲がいいことをブログで数回語っており、ベッキーとは学生時代からの友人で、現在も仲良し。
- 2009年4月、前述の鈴木礼央奈と共にデコレーションを中心としたブランド「Wship（ダブルシップ）」を設立[1]。
- 2009年11月1日、サッカー選手の中島裕希と入籍。

## 出演

### テレビドラマ・バラエティ
- OUT★PUT（テレビ東京）
- ろみひー（中京テレビ）
- 株式会社アイドル芸博ミ（BS-i）
- BSブランチ（BS-i）
- 世にも奇妙な物語（フジテレビ）
- ハコイリムスメ!（フジテレビ）
- 17才夏。（朝日放送）-　第3話「ひざ!」主演
- メッセージ（よみうりテレビ）
- 北野タレント名鑑（フジテレビ） - 2005年7月14日
- 脳内活性!クイズファクトリー（関西テレビ） - 同番組の2代目～4代目のアホカワクイーンである。
- 天使らんまん（毎日放送）
- のぞき屋 （テレビ東京） - 2007年

### ラジオ
- TWILIGHT EXPRESS（ミュージックバード

### CM
- NTTドコモ
- TAIYO NEO（福井県のパチンコ店）

### 舞台
- OUT OF ORDER

## 作品

### DVD
- 「Wild Rose」（2006年1月20日発売、ラインコミュニケーションズ）
- 「arc-en-ciel」（2007年11月23日発売、フォーサイド・ドット・コム）
- 「まるごとSAYAKA」（2008年5月21日発売、マジカル）

### CD（4☆TUNEとして）
- 「SUPER EUROBEAT presents SUPER GT 2006」（2006年5月3日発売、avex trax）　曲名『BE YOUR EMOTION』
- 「SUPER EUROBEAT presents SUPER GT 2006 〜SECOND ROUND〜」（2006年9月6日発売、avex trax）　曲名『SAY YOU'LL BE MINE』